# Acacia cuspidata
Acacia cuspidata é uma espécie de leguminosa do gênero Acacia, pertencente à família Fabaceae.